# 開門七件事
開門七件事是古代中國平民百姓每天為生活而奔波的七件事，已成為中國諺語。從“開門”（即開始家庭一天正常運作之時或持家，維持生計），就都离不开七件維持日常生活的必需品，分別是：柴、米、油、盐、酱、醋、茶。開門七件事提示家庭各樣必需品。
開門七件事之說，一般認為始於大宋帝國。對當時的人來說，開門七件事乃是新事物。“米”（即稻穀）在宋朝是主要粮食。“酱”在宋朝才明确地指酱油。在宋朝以前的“醋”，仍不是生活必需品。“茶”在大唐帝國以至北宋，乃是奢侈品，而且不常见。至於“油”，指由芝麻、紫苏属和大麻榨成的油，因南宋朝时期手工业和商业的发展而普及。
很多文人雅士的歌吟都以開門七件事為題，並流存在民間。開門七件事的排列和内容都大有讲究，全都與中國歷史悠久的飲食文化有關。時至今日，開門七件事的意義已與古時有別，主要泛指與人民有切身利益的必備事情。

## 來源
開門七件事的諺語始於何時，仍有待考证。在南宋時代吳自牧著《梦梁录》中提到八件事，所指的分別是：柴、米、油、盐、酒、酱、醋、茶。由於酒算不上生活必需品，到元代時已剔除了，只餘下“七件事”。开门七件事至迟出在宋代人的口語中。所以一般認為，吳自牧乃创開門七件事之人。
據元代著作《湖海新闻夷坚续志》記載，曾有宋人用俗语云：“湖女艳，莫娇他，平日为人吃，乌龟犹自可，虔婆似那吒！早晨起来七般事，油盐酱豉姜椒茶，冬要绫罗夏要纱。君不见，湖州张八仔，卖了良田千万顷，而今却去钓虾蟆，两片骨臀不奈遮！”
另在元雜劇《玉壶春》、《度柳翠》、《百花亭》等都有提及開門七件事。其中提及此“七件事”的有《刘行首》：“教你当家不当家，及至当家乱如麻；早起开门七件事，柴米油盐酱醋茶。”由此將当家者為生活辛苦勞碌的“七件事”表现出来。及至明代，唐伯虎藉一首詩《除夕口占》点明了此“七件事”：“柴米油盐酱醋茶，般般都在别人家；岁暮清淡无一事，竹堂寺裏看梅花。”

## 現代
因社會進步和人民生活水平不斷提升，開門七件事亦隨之而進步。在現代中國大多地區，柴已被石油氣、天然氣和煤氣等所取代。米、油、盐、酱、醋仍是中國飲食文化的主要組成部分；至於茶則成為獨當一面的茶文化而聞名於世。從另一方面看，從前開門七件事在生活上佔去相當大的比例，但現在取得和處理它們的途徑越來越簡便，所花的時間已大不如前了。更有一說，現今的開門七件事成了糖、米、油、鹽、醬、醋、茶。